# Finn Johnsson
Finn Johnsson, född den 28 februari 1946 i Solna, är en svensk företagsledare. Han utbildades till civilekonom vid Handelshögskolan i Stockholm och var mellan 1990 och 1995 Vd för Euroc och mellan 1998 och 2005 VD för Mölnlycke Health Care. Mellan åren 1998 och 2010 satt han i styrelsen för AB Volvo, från 2004 som ordförande.
Han utsågs till ekonomie hedersdoktor vid Göteborgs universitet 2006.
Johnsson är också reservofficer i flottan. Han erlade officersexamen vid Kungliga Sjökrigshögskolan 12 september 1968 och utnämndes till löjtnant 1 augusti 1971.
Han är son till Melker Johnsson.